# Прибережні ліси та рідколісся Південного Суахілі
Прибережні ліси та рідколісся Південного Суахілі або Південна мозаїка занзібарсько-іньямбанських прибережних лісів (ідентифікатор WWF: AT0128) — афротропічний екорегіон тропічних та субтропічних вологих широколистяних лісів, розташований у прибережних районах Східної Африки.

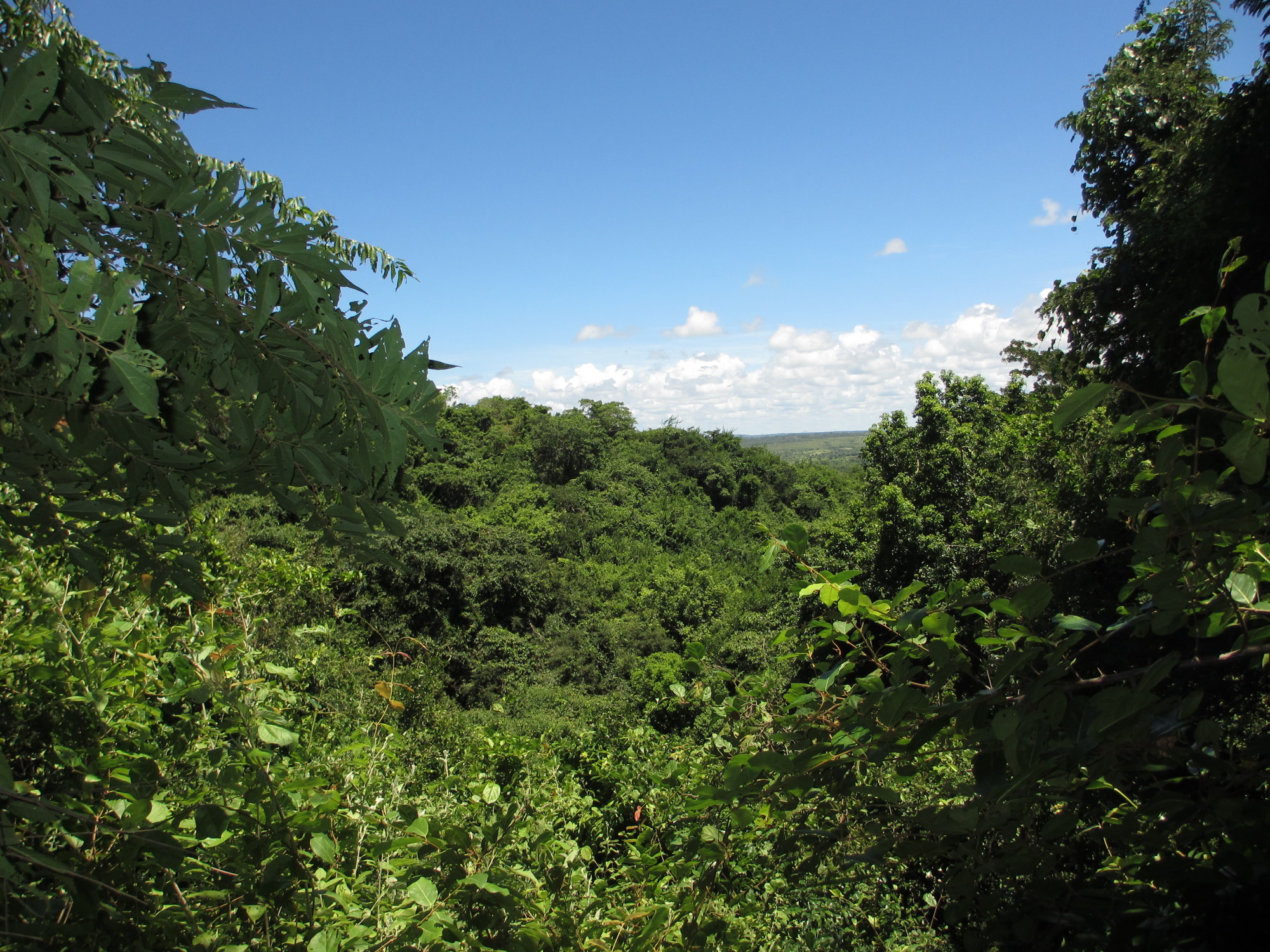
Поросла лісом долина в околицях Пемби (Мозамбік)

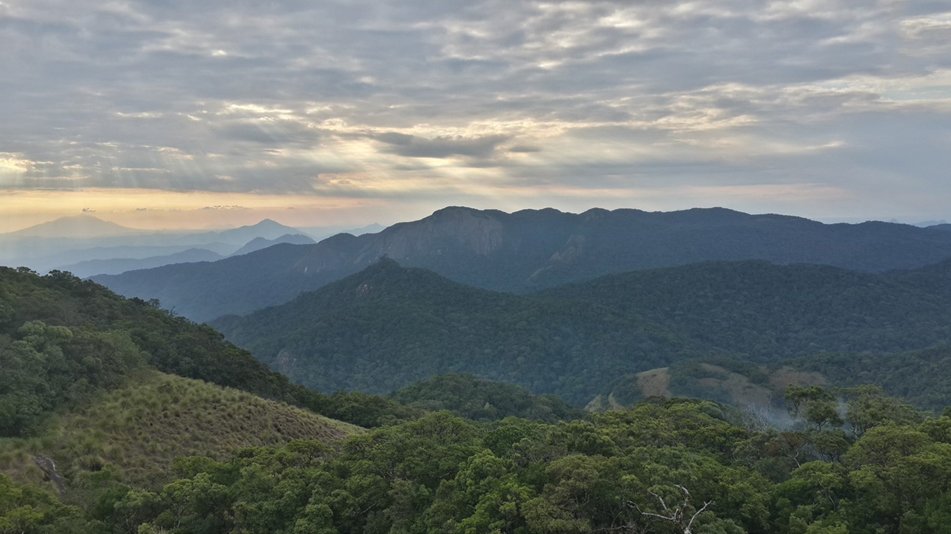
Ліси на схилах гірського масиву Мабу (гора) (Мозамбік)

## Географія
Екорегіон прибережних лісів та рідколісь Південного Суахілі простягається приблизно на 1800 км з півночі на південь вздовж узбережжя Індійського океану та Мозамбіцької протоки через територію південно-східної Танзанії та Мозамбіку. Північною межею регіону є гирло річки Лукуледі, в якому розташоване місто Лінді, а південною межею — гирло Лімпопо, у якому розташоване місто Шаї-Шаї. Екорегіон переважно представлений прибережною смугою шириною близько 50 км, а подекуди — до 200 км. Він включає деякі прибережні острови, зокрема архіпелаги Кірімбаш та Базаруто, а також кілька анклавів, розташованих у гірських внутрішніх районах Мозамбіку, зокрема гірські масиви Чіпероне, Мабу, Моррумбала, Намулі і Тумбіне та південно-східні схили Східного нагір'я.
Рельєф регіону представлений горбистими рівнинами, що спускаються до Індійського океану. На півночі регіону трапляються ізольовані інзельберги та плато, зокрема плато Рондо і Маконде в Танзанії та плато Муеда в Мозамбіку, які підіймаються на висоту 900 м над рівнем моря, а на півдні — піщані дюни. З геологічної точки зору основу регіону складають третинні морські осадові породи, які були підняті, а потім зазнали ерозії. Найдавніші інзельберги складаються зі стародавніх архейських порід віком понад 2,5 млрд років.
Густота населення в екорегіоні є більшою, ніж у внутрішніх районах Мозамбіку, і становить 20-50 осіб/км², однак великі міста в регіоні відсутні. Найбільша концентрація населення спостерігається на плато Маконде та у інших високогірних районах на півночі регіону, що пов'язано з кращими умовами для ведення сільського господарства.
На північ від регіону, за річкою Лукуледі, починаються прибережні ліси та рідколісся Північного Суахілі, які разом з цим екорегіоном складають біогеографічний регіон східноафриканських прибережних лісів, а на південь від нього, за річкою Замбезі, — прибережні ліси та рідколісся Мапуталенду. В глибині континенту ліси екорегіону переходять у східні та південні міомбові рідколісся та у мопанові рідколісся Замбезії.

## Клімат
На більшій частині регіону переважає тропічний саванний клімат (Aw за класифікацією кліматів Кеппена), а на півдні він межує з субтропічним поясом. На півночі регіону в році є один тривалий сухий сезон та один сезон дощів. Середньорічна кількість опадів коливається від 800 до 1000 мм, більшість з яких надходить разом з мусонами, що дмуть з Індійського океану. У прибережних районах на півночі Мозамбіку опадів випадає менше (близько 800 мм), оскільки вони лежать у дощовій тіні Мадагаскару, а на деяких плато — більше (понад 1000 мм). Середня максимальна температура на півночі регіону становить 30-27 °C, а на півдні регіону — 24 °C. Середня мінімальна температура по всьому регіону становить 18-15 °C. На півдні Мозамбіку (південніше Бейри) спостерігається значна різниця між тривалістю дня взимку та влітку, чого немає у північній частині екорегіону.

## Флора
Рослинний покрив екорегіону представлений мозаїкою вологих та сухих тропічних лісів, чагарників, міомбових рідколісь, луків та водно-болотних угідь.
На півночі регіону, на території південно-східної Танзанії та північно-східного Мозамбіку, поширені сухі прибережні ліси та хащі. Сухі ліси мають відносно густий намет, значну частину якого складають дерева, що скидають листя під час тривалого спекотного сухого сезону. Там, де сухі ліси були порушені внаслідок діяльності людини, формуються густі чагарникові хащі.
Сухі прибережні ліси зазвичай зустрічаються на ґрунтах, утворених із багатих на залізо пісковиків та конгломератів формації Мікіндані. Основу сухих лісів, що ростуть в мозамбіцькій провінції Кабу-Делгаду, складають занзібарські манілкари (Manilkara sansibarensis), занзібарські варнекії (Warneckea sansibarica), великочашечкові бафії (Baphia macrocalyx) та миртолисті в'язи (Pteleopsis myrtifolia). Загалом у сухих лісах Кабу-Делгаду зустрічається 738 видів рослин, з яких 84 види належать до родини Маренові (Rubiaceae), 43 види — до підродини Метеликові (Papilionoideae) з родини Бобові (Fabaceae), 29 видів — до підродини Мімозові (Mimosoideae), 24 види — до підродини Цезальпінієві (Caesalpinioideae), 41 вид — до родини Молочаєві (Euphorbiaceae), 28 видів — до родини Барвінкові (Apocynaceae) і 28 видів — до родини Глухокропивові (Lamiaceae). Людська діяльність призвела до фрагментації сухих лісів на невеликі ділянки, і, за оцінками, 80 % лісового покриву було втрачено за останні 100-150 років.
Північна частина екорегіону характеризується високим рівнем ендемізму. Центрами ендемізму тут виступають гірські плато, зокрема плато Рондо, де зафіксовано понад 76 ендемічних видів рослин. Також концентрація ендемічних видів рослин спостерігається на архіпелазі Базаруто та у гірських анклавах у внутрішній частині Мозамбіку.
Внаслідок громадянської війни, що тривала в Мозамбіку з 1977 по 1992 роки, флора мозамбіцької частини регіону є недостатньо дослідженою. В центральній і південній частинах регіону виявлено небагато ендеміків. Вважається, що рівень ендемізму в регіоні зменшується з півночі на південь. Серед ендемічних рослин, що зустрічаються в мозамбіцькій частині регіону, слід відзначити рідкісну булавоподібну колу (Cola clavata).

## Фауна
Серед великих ссавців, що зустрічаються в регіоні, слід відзначити саванного слона (Loxodonta africana), африканського буйвола (Syncerus caffer), чорного шаблерога (Hippotragus niger) та конгоні Ліхтенштайна (Alcelaphus buselaphus lichtensteinii), які є більш характерними для сусіднього екорегіону східних міомбових рідколісь. Також в лісах і рідколіссях регіону мешкають великі куду (Tragelaphus strepsiceros), звичайні канни (Taurotragus oryx), гривасті ньяли (Tragelaphus angasii), південні бушбоки (Tragelaphus sylvaticus), звичайні дуїкери (Sylvicapra grimmia), натальські дуїкери (Cephalophus natalensis), великі редунки (Redunca arundinum), суні (Nesotragus moschatus), африканські бородавочники (Phacochoerus africanus), чагарникові свині (Potamochoerus larvatus), верветки (Chlorocebus pygerythrus), блакитні мартишки (Cercopithecus mitis), товстохвості галаго (Otolemur crassicaudatus), африканські леопарди (Panthera pardus pardus) та смугасті шакали (Lupulella adusta). Майже ендемічними представниками регіону є галаго Гранта (Paragalago granti) та реліктові східноафриканські крилани (Myonycteris relicta). Ендеміками екорегіону є мабуйські підковики (Rhinolophus mabuensis), що мешкають в печерах гір Мабу та Інаго, та рідкісні кущові білки Вінсента (Paraxerus vincenti), поширені в гірських лісах масиву Намулі.
Найпівнічніша частина екорегіону, яка включає прибережні ліси південно-східної Танзанії і північно-східного Мозамбіку, а також плато Рондо та Маконде, є домом для кількох ендемічних видів тварин з обмеженим ареалом. Серед поширених тут ссавців слід відзначити майже ендемічного рондоського галаго (Paragalago rondoensis), серед птахів — ендемічного танзанійського приріта (Batis reichenowi) та ендемічний підвид оливкового барбікана Stactolaema olivacea hylophona, серед плазунів — ендемічних рондонських безногих сцинків (Melanoseps rondoensis), літіпських піщаних сцинків (Scolecoseps litipoensis), рондонських сліпунів (Afrotyphlops rondoensis) та нчінгідійських амфісбен (Chirindia rondoensis), а серед комах — два ендемічні види метеликів. Також в лісах на півночі регіону зустрічаються білощокі голуби (Columba larvata), зеленоголові вивільги (Oriolus chlorocephalus) та чорнолобі вюргери (Chlorophoneus nigrifrons), характерні для гірських лісів Східної Африки.
Серед поширених в екорегіоні птахів слід відзначити майже ендемічних плямистих квічалів (Geokichla guttata), сіробрових акалатів (Sheppardia gunningi) та смугастогрудих змієїдів (Circaetus fasciolatus), а також ендемічного нумалійського нікорника (Apalis lynesi). На островах архіпелагу Базаруто зустрічаються ендемічні карликові риючі сцинки Даттона (Scelotes duttoni), острівні карликові риючі сцинки (Scelotes insularis) та вертляві сцинки Бродлі (Mochlus lanceolatus).

## Збереження
Оцінка 2017 року показала, що 21 194 км², або 14 % екорегіону, є заповідними територіями. Природоохоронні території включають: Національний парк Горонгоса, Національний парк архіпелагу Базаруто, Національний парк Кірімбаш, Лісовий заповідник Морібане, Лісовий заповідник Матібане, Лісовий заповідник Іньямітанга, Лісовий заповідник Нхапакуе, Лісовий заповідник Байшу-Пінда, Природний заповідник Каса-ду-Жиле та Природний заповідник Помене в Мозамбіку, а також Лісовий заповідник Рондо в Танзанії.